# 하비에르 파스토레
하비에르 파스토레(스페인어: Javier Matías Pastore, 1989년 6월 20일, 코르도바 ~ )는 아르헨티나의 축구 선수로, 현재 카타르 스타스 리그의 클럽 카타르 SC에서 공격형 미드필더로 활약하고 있다. 중앙 미드필더와 윙어로도 뛸 수 있다. 아르헨티나 축구 국가대표팀 일원으로 활약하기도 하였다.
그는 2009년에 €4.7M의 가격으로 세리에 A에 소속된 팀인 팔레르모로 이적하기 전에 그의 모국 아르헨티나에서 타예레스와 우라칸에서 활동하였다. 2011년, 리그 1의 파리 생제르맹이 그를 €39.8M에 영입하였다.

## 클럽 경력

### 초기 경력
하비에르 파스토레는 아르헨티나 클럽 타예레스의 유소년팀에서 축구를 시작하였다. 파스토레는 1군에 승격하기 전까지 천천히 발전하였다. 2007년, 그는 리카르도 가레카 감독의 도움으로 아르헨티나 2부 리그 데뷔전을 치르었다. 2007년을 통틀어, 그는 5경기 출장에 그쳤다.

### 우라칸
2008 시즌동안, 그는 아르헨티나 프리메라 디비시온의 우라칸으로 임대되었다. 그는 2008년 5우러 24일, 0-1로 패한 리버 플레이트전에서 우라칸 공식 경기에 처음 출전하였다. 2009년 클라우수라 대회에서, 그는 앙헬 카파 감독의 지도 하에 주전 자리를 꿰찼다. 이 대도약에 힘입어, 그의 팀은 대회 우승 타이틀을 간발의 차이로 놓쳤다. 그가 리버 플레이트를 상대로 22미터 중거리슛을 득점한것과 뛰어난 개인기로 추가 득점을 하며 60년만에 클럽의 리버 플레이트전 최다 승리인 4-0 승리를 가져다 준 것은 그에게 큰 칭찬을 가져다 주었다. 그는 7골 3어시스트로 팀내 최다 득점자가 되었다. 파스토레와 그의 팀 동료 마티아스 데 페데리코는 우라칸의 그 시즌 타이틀 경쟁에 중요한 부분을 차지하였다.

### 팔레르모
2009년 7월 11일, 팔레르모는 2014년 6월 30일까지 유효한 5년 계약을 체결하였다고 공식 발표하였고, 이적료는 €4.7M 정도로 책정되었다. 그는 팔레르모 이적이 확정되기 전, 첼시, 맨체스터 유나이티드, 포르투, 그리고 밀란 등의 다수 유럽 정상급 클럽들과 링크되었다.
8월 15일, 그는 코파 이탈리아 경기에서 데뷔하였고, 8일 후에는 세리에 A 경기 첫 출전을 하였다. 그는 10월 4일, 2-0으로 이긴 유벤투스전에서 대 도약을 벌였는데, 파스토레는 에딘손 카바니의 골을 어시스트하였고, 웹사이트와 국가적인 신문에 모두 등장하였다. 그는 2010년 1월 30일, 2-4로 패한 바리 원정 경기에서 첫 세리에 A 득점을 성공시켰다. 팔레르모에서의 첫 시즌에, 파스토레는 왈테르 젠가와 그의 후임 델리오 로시의 임기에는 주로 후반 교체 선수로 활용되며, 유망하나 경험이 부족하다는 것을 증명하였다.
그는 로시 감독의 지도 하에 주전 자리를 굳혔고, 파브리치오 미콜리와 에딘손 카바니 공격수 듀오의 후방에 주로 배치되었다. 그의 활약에 힘입어, 모든 팬들과 평론가는 그를 칭찬하였고, 팔레르모는 시즌을 5위로 마감하며 유로파리그 진출권을 손 안에 넣었다. 2010-11 시즌의 11월 14일, 파스토레는 카타니아와의 경기에서 첫 해트트릭을 뽑아냈다. 2011년 7월 30일, 마우리치오 참파리니 팔레르모 회장은 하비에르 파스토레가 PSG로 이적하는 것이 확인되었으며, 이적료에 대해 협상을 완료했다고 발표하였다.

### 파리 생제르맹

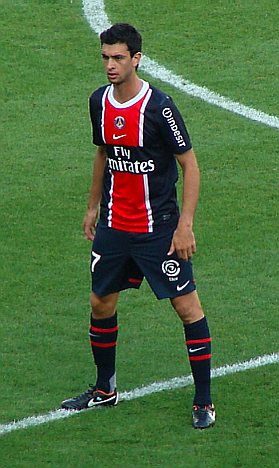
2011년 PSG의 파스토레

2011년 8월 6일, 파리 생제르맹은 파스토레의 영입을 공식 발표하였고, 27번 등번호를 배정하였다. 전체 이적료는 €39.8M으로 책정되었다. 그러나 그의 에이전트 마르셀로 시모니안의 3자 소유권에 따라, €12.5M만 받는 것으로 책정되었고, (에이전트 비용이 포함되었는지에 대해서는 불명) 파레르모는 웹사이트에 €22.8M만을 받았다며 웹사이트에 설명하였다.
비록 FIGC에서는 이탈리아 클럽이 3자와의 합의를 허가하지 않았음에 따라, 마우리치오 참파리니 팔레르모 회장은 자신에게 징계 위기에 처할지도 모르는 위험을 무릎쓰고 이를 합법 행위라고 주장하였다.
2011년 9월 11일, 파스토레는 브레스투아와의 리그 1 경기에서 PSG 첫 골을 득점하였다.

### 로마
2018년 6월 26일, 이적료 €24.7m에 로마로 이적했다.

## 국가대표팀 경력
이탈리아 세리에 A의 첫 시즌을 우수한 기량으로 소화한 후, 디에고 마라도나 아르헨티나 국가대표팀 감독은 파스토레를 카탈루냐와의 2009년 12월 22일 비공식 친선경기를 위해 팀에 차출시켰다. 파스토레는 후반전에 교체 투입되어 득점에 성공하였다. 이 경기는 FIFA의 승인을 받지 않은 대포팀과의 경기임에 따라, 파스토레의 출전 기록에 반영되지 않았다.
그는 마라도나에 의해 독일과의 친선경기에 또다시 차출되었으나, 출전하지 못하였다. 그는 2010년 5월 25일, 캐나다전에서 공식 데뷔전을 가졌다. 파스토레는 마라도나에 의해 선정된 아르헨티나의 2010년 FIFA 월드컵 23인 엔트리에 포함되었다. 6월 22일, 파스토레는 그리스전에서 세르히오 아궤로와 77분에 교체 투입되며 월드컵 경기에 처음으로 출전하였다. 아르헨티나는 이 경기에서 2-0으로 승리하였다. 6월 27일, 그는 멕시코전에서 87분에 막시 로드리게스와 교체 투입되며 또다시 교체 출전하였다. 아르헨티나는 이 경기를 3-1로 승리하였다.
이 이후 알레한드로 사베야가 마라도나의 아이들을 엔트리에서 제외시키겠다는 방침에 따라 파스토레 역시 제외되었다. 똑같이 알레한드로 사베야에게 버림받았다 하더라도 니콜라스 오타멘디는 알레한드로 사베야가 감독직에서 물러난 이후에 리오넬 스칼로니에게 부름 받아 다시 국가대표 유니폼을 획득해 개과천선 해서 2022년 FIFA 월드컵 우승의 주역이 되었으나 파스토레는 인성에 결함이 발견되어 국가대표 엔트리 멤버에서 제외된 니콜라스 오타멘디와는 달리 그냥 단순하게 무능해서 코파 아메리카에 몇 번 출전해 본 이후로는 아르헨티나 국가대표에 차출 되지 못했다.

## 수상
파리 생제르맹
- 리그 1 (5): 2012–13, 2013–14, 2014–15, 2015–16, 2017–18
- 트로페 데 샹피옹 (5): 2013, 2014, 2015, 2016, 2017
- 쿠프 드 라 리그 (5): 2013–14, 2014–15, 2015–16, 2016–17, 2017–18
- 쿠프 드 프랑스 (4): 2014–15, 2015–16, 2016–17, 2017–18

 아르헨티나
- 코파 아메리카 : 준우승 (2015)

개인
- 세리에 A 올해의 신인 선수 (1): 2010
- 리그 1 UNFP 올해의 팀: 2014–15

## 경력 합계

### 클럽
2018년 5월 4일
| 클럽          | 시즌      | 리그 | 리그 | 리그     | 컵   | 컵 | 컵       | 유럽 | 유럽 | 유럽     | 합계 | 합계 | 합계     |
| 클럽          | 시즌      | 출장 | 골   | 어시스트 | 출장 | 골 | 어시스트 | 출장 | 골   | 어시스트 | 출장 | 골   | 어시스트 |
| ------------- | --------- | ---- | ---- | -------- | ---- | -- | -------- | ---- | ---- | -------- | ---- | ---- | -------- |
| 우라칸        | 2008–09   | 1    | 0    | 0        | 0    | 0  | 0        | 0    | 0    | 0        | 1    | 0    | 0        |
| 우라칸        | 2008–09   | 30   | 8    | 4        | 0    | 0  | 0        | 0    | 0    | 0        | 30   | 8    | 4        |
| 우라칸        | 합계      | 31   | 8    | 4        | 0    | 0  | 0        | 0    | 0    | 0        | 31   | 8    | 4        |
| 팔레르모      | 2009–10   | 34   | 3    | 5        | 1    | 0  | 0        | 0    | 0    | 0        | 35   | 3    | 5        |
| 팔레르모      | 2010–11   | 35   | 11   | 5        | 3    | 2  | 1        | 6    | 1    | 1        | 44   | 14   | 7        |
| 팔레르모      | 합계      | 69   | 14   | 10       | 4    | 2  | 1        | 6    | 1    | 1        | 79   | 17   | 12       |
| 파리 생제르맹 | 2011–12   | 33   | 13   | 6        | 3    | 1  | 0        | 7    | 2    | 2        | 43   | 16   | 8        |
| 파리 생제르맹 | 2012–13   | 34   | 4    | 10       | 4    | 2  | 1        | 10   | 3    | 2        | 48   | 9    | 13       |
| 파리 생제르맹 | 2013–14   | 29   | 1    | 3        | 6    | 1  | 1        | 6    | 1    | 0        | 41   | 3    | 4        |
| 파리 생제르맹 | 2014–15   | 34   | 5    | 12       | 6    | 1  | 0        | 10   | 0    | 1        | 50   | 6    | 13       |
| 파리 생제르맹 | 2015–16   | 16   | 2    | 6        | 4    | 1  | 0        | 6    | 0    | 0        | 26   | 3    | 6        |
| 파리 생제르맹 | 2016–17   | 15   | 0    | 5        | 6    | 3  | 4        | 2    | 0    | 0        | 23   | 3    | 9        |
| 파리 생제르맹 | 2017–18   | 23   | 4    | 6        | 8    | 1  | 0        | 3    | 0    | 0        | 34   | 5    | 6        |
| 파리 생제르맹 | 합계      | 184  | 29   | 48       | 37   | 10 | 6        | 44   | 6    | 5        | 265  | 45   | 59       |
| 경력 합계     | 경력 합계 | 284  | 51   | 62       | 41   | 12 | 7        | 50   | 7    | 6        | 375  | 70   | 75       |

### 국가대표팀 득점 기록
아래의 점수에서 왼쪽의 점수가 아르헨티나의 점수이다.
| #  | 날짜            | 경기장                                          | 상대     | 점수 | 최종결과 | 대회                 |
| -- | --------------- | ----------------------------------------------- | -------- | ---- | -------- | -------------------- |
| 1. | 2015년 3월 31일 | 메트라이프 스타디움, 이스트러더퍼드, 미국       | 에콰도르 | 2–1  | 2–1      | 친선 경기            |
| 2. | 2015년 6월 30일 | 에스타디오 무니시팔 데 콘셉시온, 콘셉시온, 칠레 | 파라과이 | 2–0  | 6–1      | 2015년 코파 아메리카 |

## 참고
1. ↑  쿠프 드 프랑스, 쿠프 드 라 리그, 트로페 데 샹피옹 포함
2. ↑  UEFA 슈퍼컵 포함